# Holzapfel weiß alles
Holzapfel weiß alles ist eine 1931 entstandene, deutsche Kriminalkomödie von Viktor Janson mit Felix Bressart in der Titel- und Hauptrolle.

## Handlung
Johannes Georg Holzapfel ist ein ebenso liebenswerter wie harmloser Zeitgenosse. Als Straßenmusikant, der wie viele seiner Zeitgenossen in der ausgehenden Weimarer Republik seinen festen Arbeitsplatz verloren hat, versucht er, irgendwie finanziell über die Runden zu kommen. Seine Welt sind die Hinterhöfe, sein Instrument die Ziehharmonika. Sein eigenes kleines Reich hat Holzapfel in einem ausrangierten Eisenbahnwaggon eingerichtet. Eines Tages betritt er eine Kneipe, die vor allem von Ganoven aller Arten frequentiert wird. Da man sich unter seinesgleichen wähnt und einen weiteren, auswärtigen Schurkenkumpan erwartet, wird der dürre Holzapfel für einen der ihren gehalten, für einen „schweren Jungen“. Daher ist man ziemlich unvorsichtig, als sich einige der Verbrecher über ihr „nächstes Ding“ unterhalten. Einige der Gauner planen einen Anschlag auf ein junges Mädchen namens Eva Stein und ihren kleinen Bruder Teddy, die beide aus den Vereinigten Staaten anreisen. Die beiden sollen heute am Bahnhof ankommen, wo die mutmaßlich reichen Neuankömmlinge ausgeraubt werden sollen. Holzapfel kann nicht verhindern, dass die Verbrecher Eva überfallen und verschleppen, jedoch kann der herzensgute Musikus Klein-Teddy vor diesem Schicksal bewahren und nimmt den Jungen vorerst mit zu sich.
Über Eva hoffen die Verbrecher, an einen im Tresor deponierten Geldschatz zu kommen, doch dazu benötigen sie den dazugehörigen Schlüssel. Und ausgerechnet den trägt Teddy an einem Band um seinen Hals. Der Waggon scheint Holzapfel ein sicherer Platz für den kleinen Jungen. Am darauf folgenden Tag besucht Holzapfel den Konsul van Doeren, den Onkel der beiden Geschwister. Hier erfährt er, dass Eva gegen eine hohe Lösegeldsumme bereits wieder auf freiem Fuß sei. Der Konsul drückt Holzapfel für seine Bemühungen einhundert Mark in die Hand. Das Geld will Holzapfel dafür benutzen, Teddy Spielsachen zu kaufen. Als er in seinen Waggon heimkehrt, ist der Junge jedoch spurlos verschwunden. Lediglich der Tresorschlüssel blieb zurück. Holzapfel kehrt zum Konsul zurück und muss mit Erstaunen feststellen, dass Teddy ebenfalls eingetroffen ist. Dies wundert Holzapfel sehr, denn wie soll der Junge wie schon zuvor Eva zum angeblichen Onkel heimgekehrt sein? Der treuherzige Straßenmusiker beginnt misstrauisch zu werden und glaubt nicht zu Unrecht, dass dieser angebliche Konsul der Kopf der Verbrecherbande sein könnte. Da Holzapfel den kleinen Teddy in kürzester Zeit richtig lieb gewonnen hat, nimmt er sich vor, die Verbrecherbande im Alleingang auszuschalten. Deren Spur führt über das Kabarett „Die goldene Spinne“ und die anfangs erwähnte Ganovenkneipe zu van Doeren. Schließlich liefert Holzapfel den Boss der Bande und dessen Kumpane der Polizei aus.

## Produktionsnotizen
Die Dreharbeiten zu Holzapfel weiß alles fanden innerhalb von vier Wochen zwischen dem 13. Oktober und dem 11. November 1931 statt. Die Uraufführung erfolgte am 4. Februar 1932 in Berlins Atrium und Primus-Palast.
Carl Heinz Járosy übernahm die Produktionsleitung, Jacques Rotmil entwarf die Filmbauten. Carl Erich Kroschke war für den Ton zuständig, Bruno Arno für die Choreografie der Tänze. Eugen Klagemann arbeitete als Standfotograf.

## Musik
Folgende Musiktitel mit den Texten von Charlie Roellinghoff wurden gespielt:
- Baby, Baby, bitte sag’ mir, was war gestern los?
- Meine Liebe blüht alle Jahre aufs neu
- Was man einer kleinen, süßen Frau ins Ohr sagt

Diese Lieder erschienen im Bohème-Verlag, Wien und Berlin.

## Kritiken
Die Österreichische Film-Zeitung schrieb: „Das Publikum unterhält sich köstlich über die gelungene Figur, die Bressart diesmal geschaffen hat. Er ist eine Art Schlemihl, gutmütig und pfiffig und im ewigen Kampf mit den Tücken des Objekts, ein Mensch, der die Leute zum Lachen bringt; wenn er über die Treppen rutscht und hinfliegt, vor Verlegenheit zu stottern beginnt, sich in Sätze verwickelt, wenn er als Chauffeur, Polizist und Zeitungsverkäufer erscheint.“